# Kristýna Kolocová
Kristýna Hoidarová Kolocová (Nymburk, 1º aprile 1988) è una giocatrice di beach volley ceca.

## Palmarès

### FIVB World Tour
- 3 medaglie:
  - 2 ori (Praga Open 2014; Berlino Grand Slam 2014)
  - 1 bronzo (Gstaad Grand Slam 2014)

### Europei
- 1 medaglia:
  - 1 argento (Jūrmala 2017)